# Moss Braes
Koordinaten: 60° 41′ S, 45° 37′ W
Die Moss Braes (englisch für Moosböschungen) sind moosbewachsene Felsböschungen auf der Westseite des Robin Peak auf Signy Island im Archipel der Südlichen Orkneyinseln.
Das UK Antarctic Place-Names Committee gab ihnen 1990 ihren deskriptiven Namen.